# Lankascincus taprobanensis
Espèce
Synonymes
- Eumeces taprobanensis Kelaart, 1854

Statut de conservation UICN

 NT  : Quasi menacé
Lankascincus taprobanensis est une espèce de sauriens de la famille des Scincidae.

## Répartition
Cette espèce est endémique du Sri Lanka.

## Étymologie
Son nom d'espèce, composé de taproban et du suffixe latin -ensis, « qui vit dans, qui habite », lui a été donné en référence au lieu de sa découverte : Taprobane désigne l'île du Sri Lanka dans les textes grecs de l'Antiquité.

## Publication originale
- Kelaart, 1854 : Descriptions of new species of Ceylon Reptiles. Annals and magazine of natural history, sér. 2, vol. 13, p. 407-408 (texte intégral).